# Diagonalpumpe
Bei der Diagonalpumpe handelt es sich um eine konstruktive Zwischenform aus Radialpumpe und Axialpumpe. 

## Funktion
Bei der Diagonalpumpe tritt das Fördermedium diagonal, also schräg zur Pumpenwelle, aus dem Laufrad. Der Förderwinkel des Laufrades kann je nach Anforderung konstruiert werden, so dass die Pumpe  nicht zwangsläufig ein Mittelding ist, sondern im gesamten Bereich von radial bis axial ausgeführt und damit in den Eigenschaften auf die Anwendung zugeschnitten wird. Dadurch entstehen Laufräder mit meist kleinerem aber deutlich kegelförmigem Teller bei großflächigeren Schaufeln als dies bei reinen Radialpumpen der Fall wäre.

## Verwendung
- als Schiffsantrieb (Jetantrieb) für beispielsweise Tragflügelboote
- als Pumpe